# Ketamolol
Ketamolol je beta adrenergički antagonist, specifičnije β1-adrenergični blokator.